# Piz Surgonda
Le piz Surgonda est un sommet de Suisse situé dans les Alpes, dans la chaîne de l'Albula, dans le Sud du canton des Grisons, à l'ouest de Saint-Moritz.

## Géographie
Le piz Surgonda présente deux sommets voisins, d'altitudes respectives de 3 195 mètres à l'est et de 3 193 mètres à l'ouest. Son accès est possible par le Val d'Agnel via la Fuorcla d'Agnel ou la Valletta dal Güglia au départ du col du Julier au sud ou bien par le Val Bever au nord.

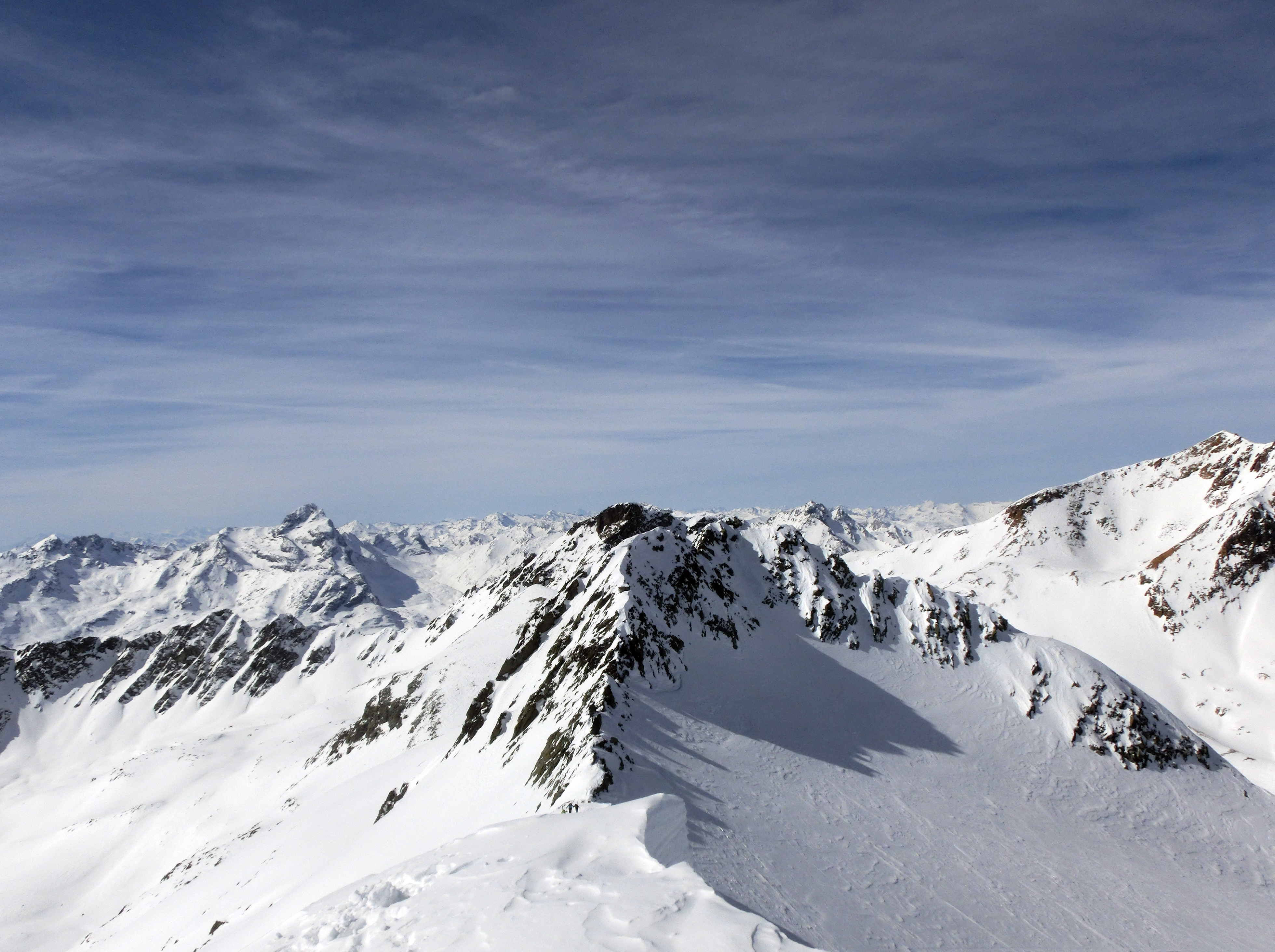
Vue du sommet Ouest depuis le sommet Est.